# Raionul Novoaidar, Luhansk
Novoaidar (în ucraineană Новоайдарський район, transliterat: Novoaidarskîi raion) este un raion în regiunea Luhansk, Ucraina. Reședința sa este așezarea de tip urban Novoaidar.

## Demografie
Componența lingvistică a raionului Novoaidar
     Rusă (53,61%)
     Ucraineană (45,99%)
     Alte limbi (0,1%)
Conform recensământului din 2001, majoritatea populației raionului Novoaidar era vorbitoare de rusă (53,61%), existând în minoritate și vorbitori de ucraineană (45,99%).